# 爱德华·奥古斯都·弗里曼
爱德华·奥古斯都·弗里曼（1823年8月2日—1892年3月16日）是一位英国历史学家和政治人物，曾任牛津大学教授，主要作品有《诺曼征服英格兰》（The History of the Norman Conquest of England）等。